# Tây An, Liêu Nguyên

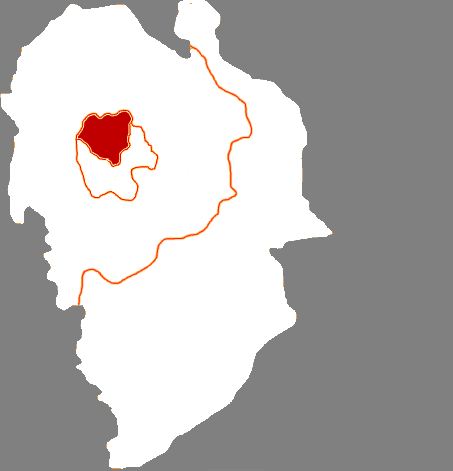
Thành phố Tây An, Liêu Nguyên.

Tây An (chữ Hán giản thể: 西安区) là một quận thuộc địa cấp thị Liêu Nguyên, tỉnh Cát Lâm, Cộng hòa Nhân dân Trung Hoa. Quận Tây An được thành lập ngày 22 tháng 12 năm 1983. Quận này có diện tích 72 ki-lô-mét vuông, dân số 170.000 người. Mã số bưu chính là 136201. Về mặt hành chính, huyện này được chia thành 6 nhai đạo, 1 hương.
- Nhai đạo: Tiên Thành, Đông Sơn, Phú Quốc, Tiên Phong, An Gia, Thái An.
- Hương: Đăng Tháp.